# Ilaria Lanzino
Ilaria Lanzino (* in Pisa, Italien) ist eine italienische Regisseurin.

## Ausbildung
Am Konservatorium Luigi Boccherini in Lucca hat sie eine Gesangsausbildung abgeschlossen und danach Germanistik an der Universität „Ca‘ Foscari“ in Venedig studiert.
Danach spezialisierte sie sich im Bereich des „Physical Theatres“ an der Jacques Lecoq Ecole in Paris, am New International Performing Arts Institute (NIPAI) in Berlin und beim London Mime Festival im Cockpit Theatre.

## Theater- und Opererfahrungen
Als Chorsängerin am Theater an der Wien begannen Lanzinos Theatererfahrungen. Danach war sie als Regiehospitantin und Assistentin an der Deutschen Oper Berlin, der Opera Ballet Vlaanderen, dem Theater Dortmund und dem Aalto-Theater in Essen tätig.
Zusammengearbeitet hat sie auch mit der Regisseurin Elisabeth Stöppler und den Regisseuren Christof Loy, Benedikt von Peter, Jens-Daniel Herzog, David Bösch, Dietrich Hilsdorf, Axel Köhler und Michael Thalheimer.
Feste Spielleiterin und Regieassistentin war Ilaria Lanzino an der Deutschen Oper am Rhein, wo sie auch am „Ring des Nibelungen“ als Regiemitarbeiterin wirkte.

## Regisseurin
Als Regisseurin ist Ilaria Lanzino an vielen Theatern und Opernhäusern Deutschlands und Europas engagiert.
Am Musik Theater an der Wien hatte sie die Regie bei „La Liberazione di Ruggiero“ von Francesca Caccini und bei "Ambleto" von Francesco Gasparini.
Am Staatstheater Nürnberg inszenierte Lanzino die Oper „Pimpinone“ von Georg Philipp Telemann, Bartóks Oper „Herzog Blaubarts Burg“, Maria Antonia Walpurgis Oper „Talestri“ und Donizettis Werke „L’elisir d’amore“ und „Lucia di Lammermoor“.
In Leipzig führte sie Regie bei der Oper „Mary, Queen of Scots“ von Thea Musgrave.
Im Aalto-Theater in Essen inszenierte sie das Musical „My Fair Lady“ von Frederick Loewe.
An der Deutschen Oper am Rhein inszenierte sie Verdis Oper „Nabucco“, Ullmanns Kammeroper „Der Kaiser von Atlantis“ sowie „Der Kiosk“ von Diana Syrse und Ronchettis Familienoper „Das Fliegende Klassenzimmer“ nach Erich Kästner.
Das Staatstheater Wiesbaden zeigte die Oper „Straszny Dwór“ von Stanisław Moniuszko unter ihrer Regie.
Unter ihrer Regie standen am Theater Magdeburg Beethovens einzige Oper „Fidelio“, am Landestheater Coburg Verdis „Falstaff“ und am Opernhaus Poznan die beiden Opern „Straszny Dwór“ und „Jawnuta“ von Stanisław Moniuszko am Programm.
Das Theater Dortmund zeigte Mozarts „Don Giovanni“ und Thierry Tidrows A cappella Stück „Kirsas Musik“, an der Oper Graz „La Cenerentola“ und am Teatro dell’Opera di Roma „La Resurrezione“ von Georg Friedrich Händel.

## Vortragende und Lehrbeauftragte
Ilaria Lanzino wurde im Rahmen der internationalen Konferenzen Opera Europa 2020, 2021 sowie der Green Culture Conference 2023 und World Opera Forum 2024 in Los Angeles dazu eingeladen, bei Themen wie “Streaming, the future of opera?” , “The next generation of opera leaders”, “The life of the artist” und “Opera and Sustainability” Vorträge zu halten.
Zu Vorträgen über ihre Visionen vom Musiktheater wurde Lanzino an die Universität Leipzig, die Universität Nürnberg und an die Scuola Normale Superiore in Florenz eingeladen.
Lanzino unterrichtet an der Hochschule für Musik in Würzburg.

## Auszeichnungen
2020 erreichte sie den 1. Platz beim renommierten „Europäischen Opernregie-Preis“
2023 erhielt sie den Preis “best rediscovered work” bei „International Opera Awards 2023“ mit ihrer Produktion und Bearbeitung von Moniuszkos Fragment “Jawnuta” oder “Roma Erzählungen”.
Beim „International Opera Awards 2024“ war Lanzinos Inszenierung “Mary, Queen of Scots” nominiert.